# ジェマル・パシャ

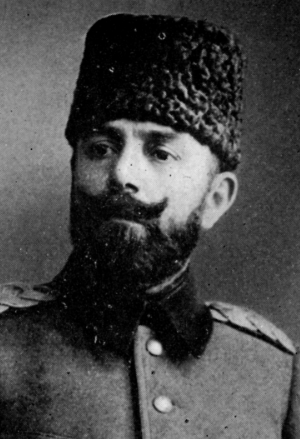
ジェマル・パシャ

アフメト・ジェマル・パシャ（トルコ語: Ahmet Cemal Paşa, 1872年5月6日 - 1922年7月21日）は、オスマン帝国の軍人、政治家。中将であり海軍大臣でもあった彼は、エンヴェル・パシャとタラート・パシャとともに三頭政治を行った。

## 生涯

### 革命の中での台頭

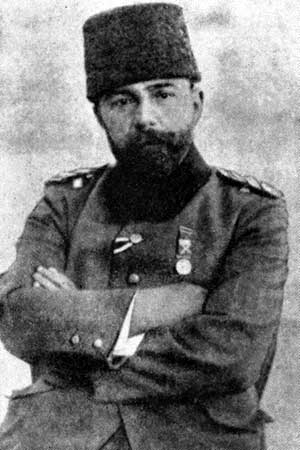
ジェマル・パシャ

1872年5月6日、レスボス島のミディッリで生まれる。
1890年、陸軍高校を卒業後、軍に入隊したのち、参謀本部に勤務。
1908年の青年トルコ人革命時、軍事行政の指導がジェマル・パシャに委任され、1909年からアダン、1911年からバグダード知事。
青年トルコ運動に積極的に参加し、「統一と進歩」運動の印となった。イスタンブールの保安機関を指揮した後、社会業務相に任命された。

### バルカン戦争と海軍相就任
1912年から1913年のバルカン戦争時、師団を指揮した。
1913年、第1軍団長に任命され、同年に海軍相となる。エンヴェル・パシャ、タラート・パシャと共に、三頭政治体制を確立した。
ジェマル・パシャを通して、ドイツのヴィルヘルム・スーション、ギド・フォン・ウーゼドム、フーベルト・フォン・レボイル＝パシュヴィツ提督にオスマン帝国海軍の指導が委ねられた。
第一次世界大戦までに、オスマン帝国海軍は、ドイツの「ブレスラウ」、「ゲーベン」のほか、「トゥルグト・レイス級」 前弩級戦艦×2隻（「バルバロス・ハイレッディン」、「トゥルグト・レイス」）、装甲艦1隻（「ムイーニ･ザファー」）、軽巡洋艦×2隻（「ハミディイェ」、「メジディイェ」）、機雷敷設巡洋艦×2隻、駆逐艦×8隻、魚雷艇×7隻から成った。

### 第一次世界大戦時

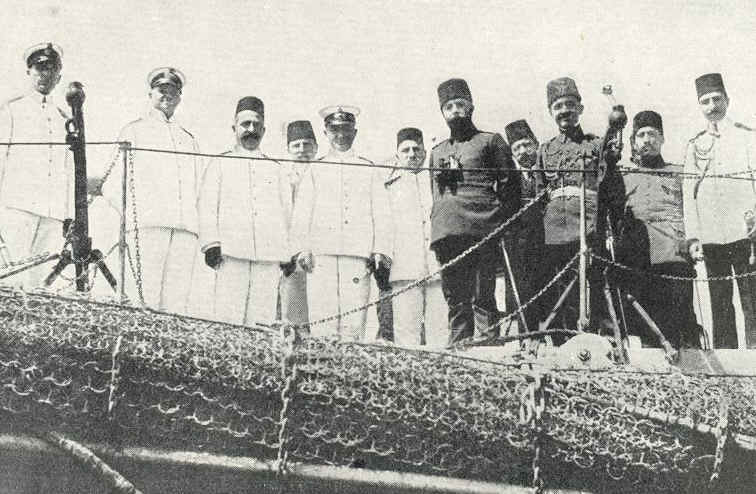
ジェマル・パシャとエンヴェル・パシャ（1914年8月）

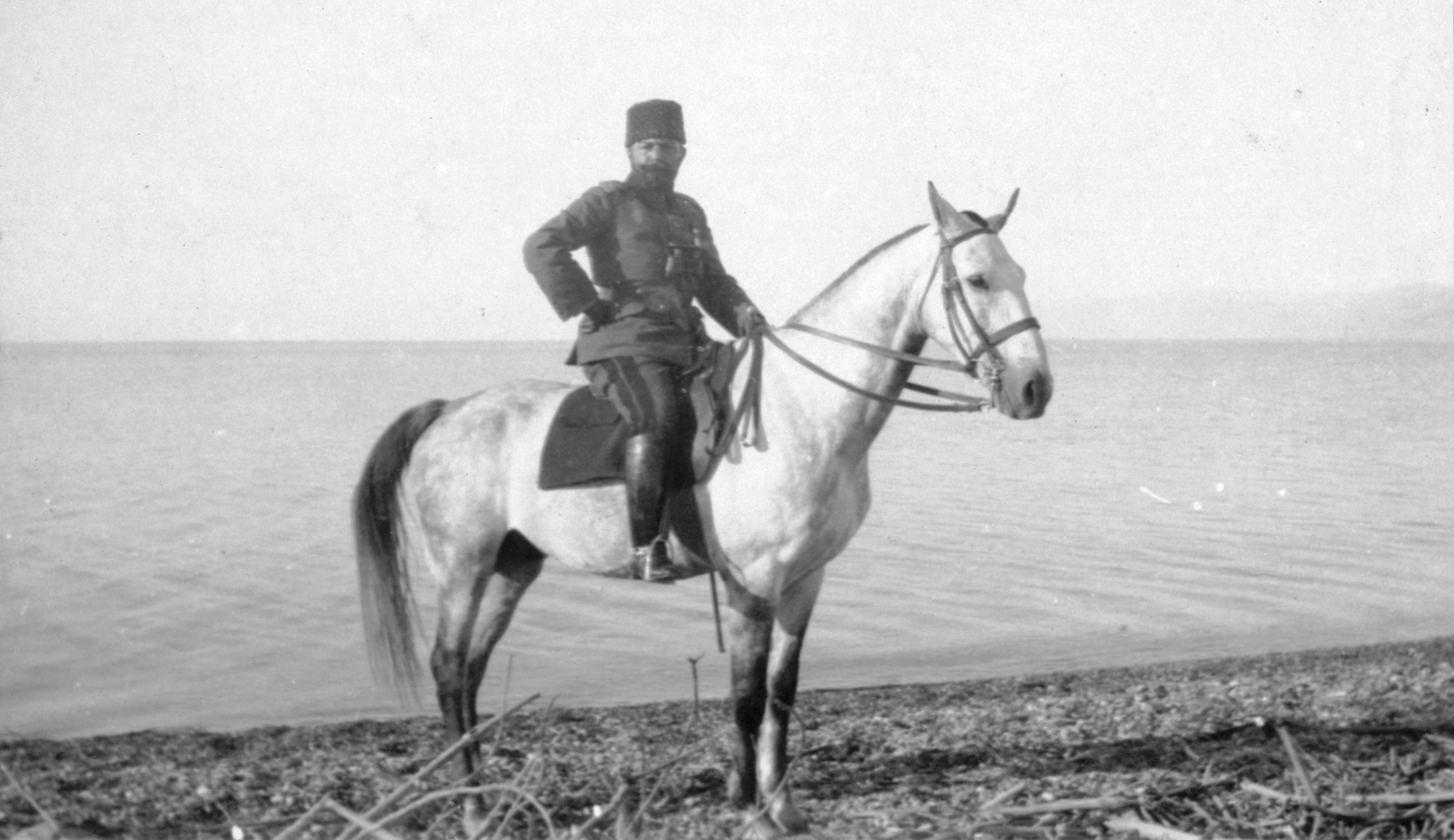
馬に乗るタラート・パシャ（死海にて、1915年）

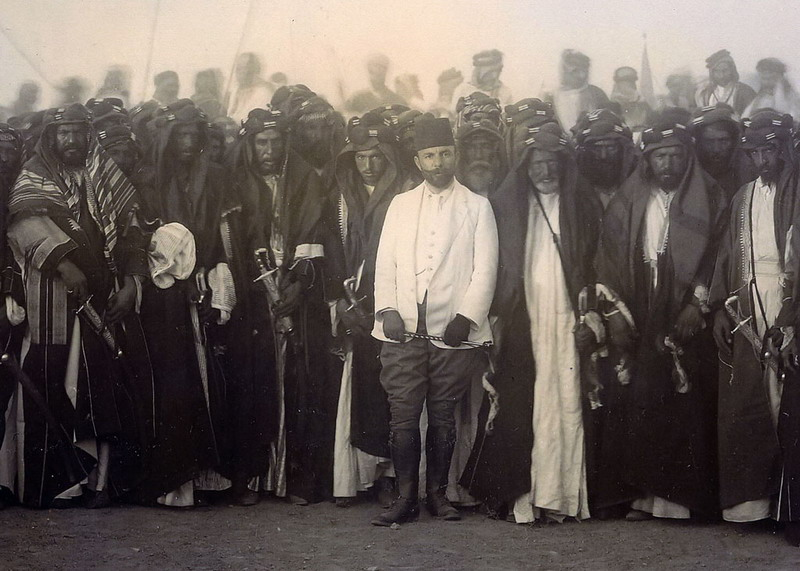
タラート・パシャとイラクの部族長ら

1914年、ジェマル・パシャは第一次世界大戦中、その影響力を懸念したエンヴェル・パシャと対立し、同年11月18日、シリア・パレスチナ戦線で行動する第4軍（別名「エジプト解放軍」。7個師団、約10万人）司令官に任命された。
11月10日、第4軍はエル・アリシュを無血占領し、11月18日にエン・ナフとシナイ半島を占領してスエズ運河の英軍陣地を脅かした。
1915年1月29日、第4軍はイギリス軍と初めて交戦したが、砂漠の横断に手間取り、イギリス軍は増援を集結させることができた。ダーダネルス作戦開始後、イギリス軍はスエズ運河を経由して第8、第10、第25師団を海峡地区に、1個師団をバグダードに、1個師団をビトリスに派遣することに成功した。この後、攻勢は縮小された。
1916年8月、1万3千人の兵力でスエズ運河突破を図ったが、撃退された。同年12月16日、エル・アリシュを放棄。
1917年4月、第4軍（第8軍団、第3、第16歩兵師団）は、「ユルドゥルム」（稲妻）軍集団の編成下に入り、同年にシリア・西アラビア軍集団総司令官に任命された。
同年9月25日、第4軍からフリードリヒ・クレス・フォン・クレッセンシュタイン将軍の第8軍が編成された。
同年10月、シリア戦域は2分され、ジェマル・パシャは第4軍（ジェヴァード・パシャ将軍）と北アラビアの部隊から成る「シリア」軍集団の司令官となった。
同年12月、エーリッヒ・フォン・ファルケンハインと紛争を起こし、ダマスカスに去る。ジェマル・パシャの撤退後、軍集団は解散された。その後、海軍相代行となる。
1918年10月、タラート・パシャ政権と共に退陣。

### 亡命と死

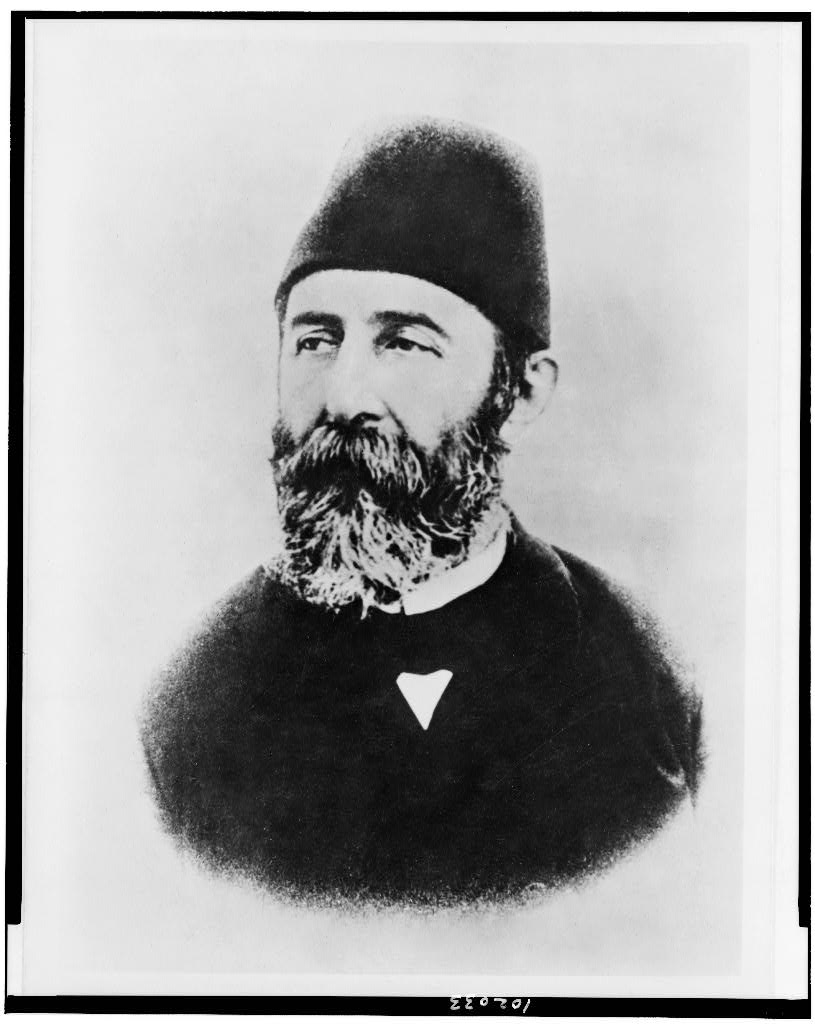
ジェマル・パシャ

1918年の三頭政治体制崩壊後、トルコから去り、暫くの間、ドイツ、スイスに潜伏した。この間、他の2人と同様に、新体制から欠席裁判で死刑を言い渡されている。
1921年、アフガニスタン国王の軍事顧問となる。
1922年7月21日、グルジア・ソビエト社会主義共和国の首都トビリシにおいて、アルメニア革命連盟党員とされる人物により暗殺された。

## 著書
- 「トルコ国家の発展」（1922年）
- 「ジェマル・パシャのメモ。1913年〜1919年」（1923年）